# Petrovice (okres Znojmo)
Obec Petrovice (německy Petrowitz) se nachází v okrese Znojmo v Jihomoravském kraji, zhruba 5 km jjz. od Moravského Krumlova. Žije zde 381 obyvatel.

## Historie
První písemná zmínka o obci pochází z roku 1253.

## Pamětihodnosti
V obci se nachází Došková chalupa č.p. 10. Chalupa zve k prohlídce obydlí chudých lidí. Chalupu koupila v roce 2011 obec a od roku 2014 slouží jako muzeum místní historie, nachází se zde i výstava fotografií.
Mezi další pamětihodnosti patří:
- Kostel Povýšení svatého Kříže
- Boží muka
- Kamenný smírčí kříž

## Sport
- TJ Petrovice